# 梅里亚勒
梅里亚勒（法語：Mérial，法語發音：[meʁjal] ⓘ）是法国奥德省的一个市镇，属于利穆区。

## 地理
梅里亚勒（42°47'14"N, 1°58'45"E）面积17.19 平方千米，位于法国奧克西塔尼大區奥德省，该省份为法国南部沿海省份，北起塔恩省，西北接上加龙省，西接阿列日省，南至东比利牛斯省，东临地中海，东北与埃罗省接壤。
与梅里亚勒接壤的市镇（或旧市镇、城区）包括：米雅内斯、蒙塔尤、索尔雅、卡米拉克、拉法若勒、尼奥尔德索。

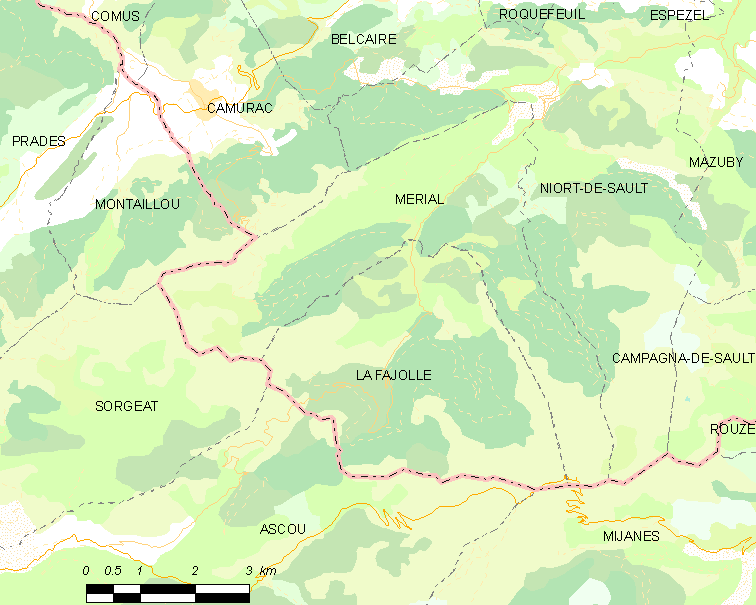
梅里亚勒的OSM定位图

梅里亚勒的时区为UTC+01:00、UTC+02:00（夏令时）。

## 行政
梅里亚勒的邮政编码为11140，INSEE市镇编码为11230。

## 政治
梅里亚勒所属的省级选区为上奥德河谷县。

## 人口

1962-2008年间梅里亚勒人口变化图示

梅里亚勒于2022年1月1日时的人口数量为30人。